# أنيت فيرنر
أنيت فيرنر (بالألمانية: Annette Werner)‏ هي أستاذة جامعية ورياضياتية ألمانية، ولدت في 1966.